# Катков, Вячеслав Сергеевич
Вячеслав Сергеевич Катков (род. 19 декабря 1943, Коломна, Московская область) — советский футболист, советский и молдавский тренер. Большую часть карьеры провёл в кишинёвском клубе «Нистру», с которым вышел в высшую лигу чемпионата СССР.

## Биография

### До начала карьеры в командах мастеров
Начал играть в футбол в родной Коломны, так как жил рядом со стадионом патефонного завода, где было футбольное поле. В 16 лет был приглашён в команду патефонного завода «Торпедо», игравшее на первенство Московской области. Первым тренером Каткова стал Владимир Николаевич Пешехонцев. После «Торпедо» играл в команде соседнего завода «Союз СТР».

### Авангард
В 17 лет был приглашён в местную команду мастеров «Авангард». Команда была под эгидой Коломенского завода и выступала в классе «Б» чемпионата СССР, здесь уже играли товарищи Каткова по двору Эдуард Малофеев и Михаил Мустыгин. В «Авангарде» пробыл 3 года, изначально играл на позиции правого нападающего.

### Салют
В 19 лет был призван служить в Вильнюс, в армейскую команду «Салют», выступавшую на первенство Литовской ССР. Как и в «Авангарде» в «Салюте» выступал в нападении. Здесь Катков году познакомился с призванным из Риги Владимиром Госперским, с которым они стали друзьями на всю жизнь. Из Вильнюса Каткова планировали направить служить в ГСВГ, но по совету тренеров «Салюта», он намеренно не прошёл комиссию по зрению, чтобы остаться в команде.

### СКА (Рига)
Из Вильнюса Каткова и Госперского перевели в рижский СКА. C этой командой участвовали в первенствах Вооружённых Сил СССР, где занимали первое, второе и третье места. После первенства 1964, проводившегося на московском стадионе ЦСКА на 2-й Песчаной улице пятеро человек из рижского СКА получили приглашения в другие армейские клубы, так Госперский отправился в состав львовского СКА, а Катков в состав ЦСКА.

### ЦСКА
В основном составе ЦСКА провёл 1 матч в полузащите при новом тренере команды Всеволоде Боброве в сезоне 1967, домашняя победа 1:0 против минского «Динамо», за которое тогда выступали знакомые Каткова по Коломне Малофеев и Мустыгин. В этом матче умелая опека Катковым игрока минчан Василия Курилова была особенно отмечены прессой. Но после этого Катков получил травму, и сел в запас.

### СКА (Одесса)
Так как место в основе ЦСКА было уже занято конкурентом, по совету руководства команды отправился в другой армейский клуб, СКА из Одессы, но в этом клубе пробыл всего полгода. Рассматривал переход в харьковский «Металлист», куда приглашал Олег Базилевич, но в итоге вместе с другим игроком СКА Валерием Ковбасюком, перебрался в кишинёвскую «Молдову»

### Нистру
В Кишинёве поселился в районе Ботаника. За кишинёвский клуб («Молдова», с 1972 переименована в «Нистру») провёл 7 сезонов с 1968 по 1974 год. В 1973 году «Нистру» с тренером Корольковым и Катковым в основном составе по итогам сезона первой лиги занял 2-е место и получил путёвку в высшую лигу. Но в сезоне высшей лиги 1974 провёл за команду только 1 матч с «Днепром» в апреле.

### Пищевик
Тренер «Нистру» Корольков дал понять Каткову уже в начале года, что не будет рассчитывать на него в ходе сезона 1974. Так что Катков принял предложение тренера Юрия Войнова перейти к нему в «Пищевик» из Бендер. В этом клубе в 1974 году Катков закончил карьеру в командах мастеров.

### После окончания карьеры
После окончания карьеры стал детским тренером. По его предложению в 1986 юная молдавская спортсменка Наталья Бундуки начала заниматься футболом, и вспоследствии стала легендарной футболисткой. Играет в защите за сборную ветеранов FMF (Молдавской Федерации Футбола), капитан команды, в 2010 году был признан лучшим игроком турнира на Кубок FMF.